# Pandiaka glabra
Pandiaka glabra är en amarantväxtart som först beskrevs av Schinz, och fick sitt nu gällande namn av Lucien Leon Hauman. Pandiaka glabra ingår i släktet Pandiaka och familjen amarantväxter. Inga underarter finns listade i Catalogue of Life.